# Wiktar Szejman
Wiktar Uładzimirawicz Szejman (biał. Віктар Уладзіміравіч Шэйман; ros. Виктор Владимирович Шейман, Wiktor Władimirowicz Szejman; ur. 26 maja 1958 w rejonie werenowskim) – radziecki i białoruski wojskowy i polityk; w latach 1994–2000 sekretarz państwowy Rady Bezpieczeństwa Republiki Białorusi, prokurator generalny, kierownik Administracji Prezydenta; jeden z najbliższych współpracowników przywódcy Białorusi Alaksandra Łukaszenki, główny podejrzany o zlecanie porwań i zabójstw jego przeciwników politycznych.

## Życiorys
Urodził się 26 maja 1958 roku w rejonie werenowskim obwodu grodzieńskiego Białoruskiej SRR, ZSRR. Ukończył Wyższą Pancerną Szkołę Dowódców w Błagowieszczeńsku. Służył jako kadrowy wojskowy w Armii Radzieckiej. Brał udział w radzieckiej interwencji w Afganistanie jako szef sztabu jednostki powietrznodesantowej. W momencie ogłoszenia niepodległości Białorusi miał stopień majora i służył jako naczelnik sztabu Brzeskiej Brygady Desantowo-Szturmowej. Należał do Białoruskiego Zrzeszenia Wojskowych. W latach 1990–1995 był deputowanym do Rady Najwyższej Białoruskiej SRR/Rady Najwyższej Republiki Białorusi XII kadencji. Wchodził w niej w skład Komisji ds. Bezpieczeństwa Narodowego, Obrony i Walki z Przestępczością, a także w skład Komisji ds. Młodzieży. W czasie wyborów prezydenckich w 1994 roku pracował w sztabie wyborczym Alaksandra Łukaszenki i odpowiadał za jego ochronę. Po wyborze Łukaszenki na prezydenta został jego doradcą ds. obrony i bezpieczeństwa oraz sekretarzem państwowym Rady Bezpieczeństwa Republiki Białorusi. Od 16 października 1995 roku do 20 grudnia tego samego roku, po dymisji Juryja Zacharanki ze stanowiska ministra spraw wewnętrznych, pełnił obowiązki ministra i przewodniczącego Kolegium Ministerstwa Spraw Wewnętrznych. 6 grudnia 1996 roku został awansowany ze stopnia pułkownika do stopnia generała-majora. 27 listopada 2000 roku został zdymisjonowany przez Łukaszenkę ze stanowiska sekretarza państwowego Rady Bezpieczeństwa i mianowany prokuratorem generalnym, mimo braku wykształcenia prawniczego. 29 listopada 2004 roku został zdymisjonowany z tego stanowiska. Od tego samego dnia do 4 stycznia 2006 roku pełnił funkcję kierownika Administracji Prezydenta Republiki Białorusi. W grudniu 2005 roku stał na czele grupy inicjatywnej, która formalnie wystawiła Alaksandra Łukaszenkę jako kandydata na prezydenta.
Po wyborach prezydenckich 2006 roku powrócił na stanowisko sekretarza Rady Bezpieczeństwa. 8 lipca 2008 roku został zdymisjonowany, co powszechnie łączone było z zamachem bombowym w Mińsku.
Znajduje się na listach sankcyjnych Stanów Zjednoczonych, Unii Europejskiej, Wielkiej Brytanii, Szwajcarii. W czerwcu 2022 roku znalazł się również pod sankcjami Kanady. W sierpniu 2023 r. Kanada dodatkowo umieściła na czarnej liście Siergieja i Olgę Szejmanów oraz Annę Pushkarevę, odpowiednio dzieci Wiktara Szejmana i rzekomego partnera biznesowego.
Według Pandora Papers syn Wiktora Szejmana Siergiej Szejman był właścicielem 50% zagranicznej spółki „Midlands Goldfields Foundation” (założonej w 2017 r.), a kolejne 50% posiadał białorusko-amerykański biznesmen Aleksandr Zingman. Firma ta (za pośrednictwem brytyjskiej „Midlands Goldfields Limited”) była właścicielem 70% spółki „Zim GoldFields Limited”, która prowadziła projekty związane z poszukiwaniem i wydobyciem złota w Zimbabwe. Viktor Sheiman odwiedził Zimbabwe i później poinformował o dużej umowie wydobywczej z tym krajem. Według projektu zgłaszania przestępczości zorganizowanej i korupcji Viktor Sheiman i Aleksandr Zingman wspólnie odwiedzili Zimbabwe. Politolog Vytis Jurkonis scharakteryzował program offshore, przedstawiając spółkę Zingmana i syna Sheimana jako przykład nepotyzmu i konfliktu interesów.

## Oskarżenia o zlecanie porwań i zabójstw
Zdaniem Alaksandra Piatkiewicza i Wolfa Rubinczyka, Wiktar Szejman uważany jest za jednego z najbardziej oddanych zwolenników władzy Alaksandra Łukaszenki. Pod koniec 2003 roku ogłoszony został raport Christosa Pourgouridesa, w którym Szejman został nazwany głównym podejrzanym o organizowanie politycznie motywowanych porwań ludzi: Wiktara Hanczara, Anatolija Krasouskiego, Juryja Zacharanki i Dzmitryja Zawadskiego. Wszyscy oni zaginęli i nigdy nie zostali odnalezieni. Po ogłoszeniu raportu Unia Europejska uznała Szejmana za personę not grata. Według raportu przygotowanego przez polską fundację Wolność i Demokracja, Wiktar Szejman jest podejrzany o kierowanie porwaniami i zamordowaniem wspomnianych czterech osób, a także zlecał i nadzorował liczne represje przeciwko opozycji politycznej.

## Odznaczenia
Kawaler 6 orderów i 33 medali państwowych i wojskowych (stan na sierpień 2008 roku), w tym Orderu Czerwonego Sztandaru, którym odznaczono go w 2002 roku, 16 lat po przedstawieniu do tego odznaczenia.
- Order Ojczyzny II klasy (10 listopada 2003) – za szczególne zasługi w umacnianiu obronności Republiki Białorusi, tworzeniu i rozwoju nowej technologii wojskowej[20];
- Order Ojczyzny III klasy (26 maja 1998) – za szczególne zasługi w działalności służbowej, skierowanej na umocnienie siły kraju i obronę interesów państwowych[21].